# Sessa (Musiker)
Sessa (* als Sérgio Sayeg) ist ein brasilianischer Sänger und Komponist.
Sayeg stammt aus São Paulo. Beeinflusst ist er von Baden Powell, Erasmo Carlos und Tom Jobim. Er arbeitete unter anderem mit dem amerikanischen Gitarristen Yonatan Gat zusammen und war 2005 Mitgründer der Psychedelic-Funk-Band Garotas Suecas. 2018 veröffentlichte er erste eigene Arbeiten. Im April 2019 erschien sein Debütalbum Grandeza.
Im Februar 2020 wurde er zu den „Live Music Sessions“ des amerikanischen Radiosenders KEXP eingeladen.

## Diskografie

### Alben
- 2019: Grandeza (Boiled Records)
- 2022: Estrela Acesa (Mexican Summer)